# Cristóbal Colón de Aguilera
Cristóbal Colón de Aguilera, XVI duc de Veragua (né à Madrid le 12 septembre 1878, mort le 16 septembre 1936) est un noble espagnol. Il a vendu les archives de Colomb à l'État, et a été tué au début de la guerre civile espagnole.